# 拉洪坦瓦利 (內華達州)
拉洪坦瓦利（英語：Lahontan Valley）是位於美国內華達州邱吉爾縣的非建制地區。

## 歷史
拉洪坦瓦利的郵局於1911年設立，其後於1916年停運。

## 地理
拉洪坦瓦利所處的海拔為高於海平面1221米（即4006英呎），而該地所採用的時區為UTC-8，即太平洋时区（PST）。同時該地設有夏令時間，為UTC-8調快一小時，即UTC-7（PDT）。